# Harro Harring Kazimirowicz

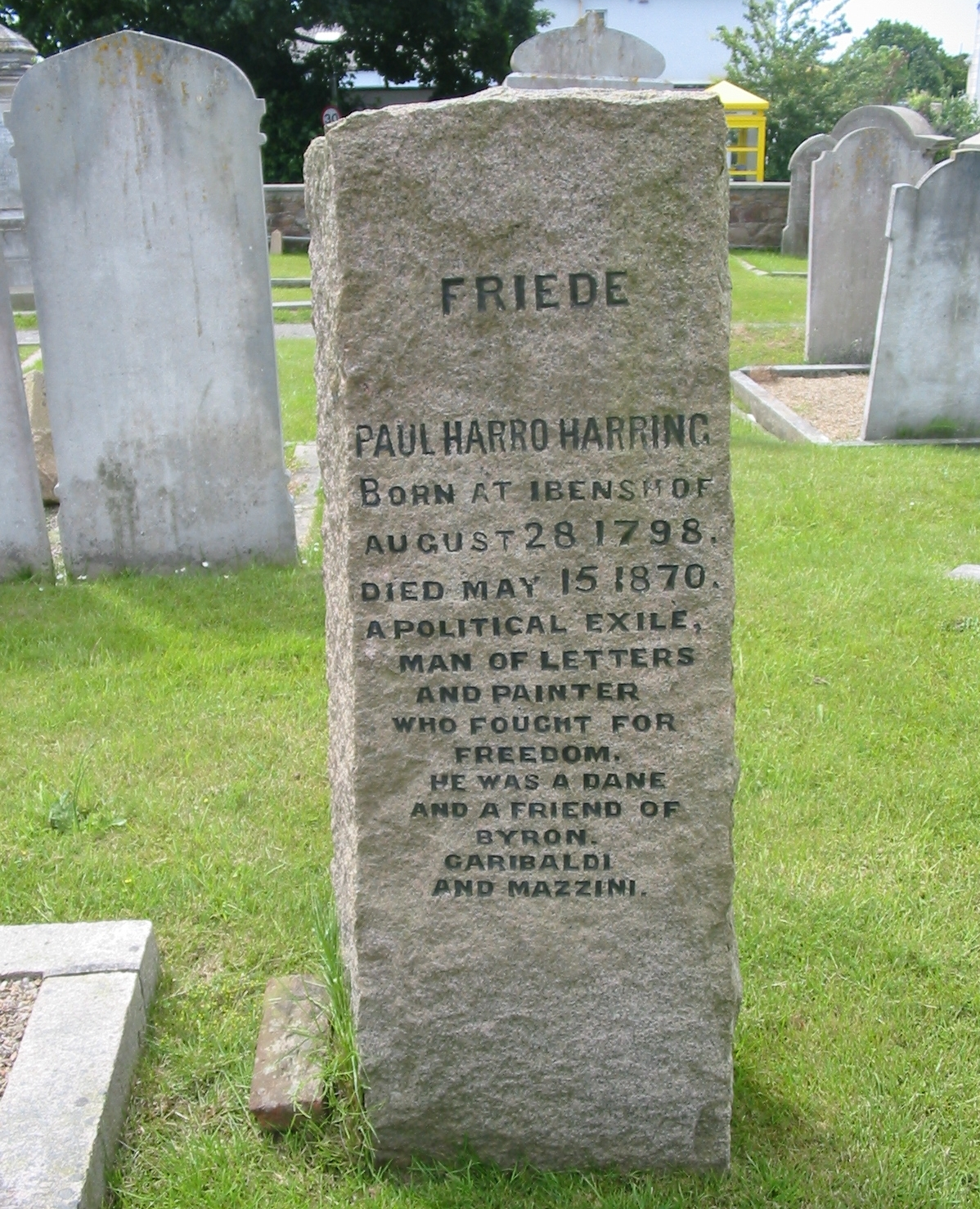
Grób Harro Harringa na cmentarzu w Sion na Jersey

Harro Harring Kazimirowicz, także Harro Paul Harring (ur. 28 sierpnia 1798 w Ibenshof k. Wobbenbüll, zm. 15 maja 1870 na wyspie Jersey) – niemieckojęzyczny poeta, bojownik o polską niepodległość, pisarz, działacz rewolucyjny i demokratyczny duńskiego pochodzenia.
Harring w latach 30. i 40. był jednym z najbardziej znanych pisarzy i myślicieli niemieckich, który wywarł duży wpływ na rodzące się wówczas ruchy demokratyczne i narodowe. Angażował się m.in. w walkę o niepodległość Grecji. 
Lata 1828–1830 spędził w Warszawie, gdzie dokumentował pisarsko życie polskiego społeczeństwa w Królestwie Polskim pod rosyjskim zaborem. Po nielegalnym wyjeździe z Warszawy, na krótko przed wybuchem Powstania Listopadowego, wydawał wbrew cenzurze swoje zapiski; później dołączył do polskiej emigracji popowstaniowej. 
Z sympatii dla Polski przyjął wówczas nazwisko Kazimirowicz. Od połowy XIX w. w swojej publicystyce ostro krytykował komunizm i jego twórcę Karola Marxa, który w odpowiedzi napisał paszkwil deprecjonujący Harringa jako człowieka i jako twórcę. Najbardziej znane dzieła literackie Harringa poświęcone są Polsce pod rosyjskim zaborem - w dziełach tych pisarz staje się adwokatem polskiej sprawy na arenie międzynarodowej. Najbardziej poczytne dzieło Harringa nosi tytuł Pamiętnik o Polsce pod rosyjskim panowaniem.

## Życiorys
Harro Paul Harring urodził się w 1798 r. w małej miejscowości nadmorskiej Ibenshof w należącym wtedy do Danii Szlezwiku-Holsztynie. Pochodził z rodziny chłopskiej, był jednym z siedmiu synów Harro Wilhelma Martensa i Margarethe Dorothea z d. Sievers. Jako wybitnie uzdolniony otrzymał królewskie stypendium, dzięki któremu zaczął studiować malarstwo, ale studiów nie ukończył, gdyż szybko wciągnęła go działalność rewolucyjna i pisarska. Zaangażował się w działalność popularnych w owym czasie w Niemczech demokratycznych organizacji studenckich, a w 1821 r. udał się do Grecji, by jako ochotnik wziąć udział w niepodległościowym powstaniu przeciw Turkom. W międzyczasie porzucił malarstwo na rzecz poezji i zaczął pisać w dominującym w tym czasie stylu romantycznym. Jego utwory (i on sam) zyskiwały popularność w Europie.
Pod wpływem uczucia do poznanej w Pradze młodej polskiej arystokratki w 1828 r. Harring przyjechał do Warszawy i zaciągnął się do pułku lansjerów gwardii wielkiego księcia Konstantego, z zamiarem zdobycia szlifów oficerskich, a przez to możliwości starania się o rękę ukochanej. W tym czasie Rosja przygotowywała się do wyprawy przeciwko Turkom, rzekomo o wolność Grecji, jak głosiła oficjalna carska propaganda. Harro Harring znany był wielkiemu księciu jako pisarz i poeta, stąd też książę zatrzymał go przy sobie, nie dopuszczając do udziału w wyprawie na Grecję.
Podczas służby poznał realia panujące w podległym Rosji Królestwie Kongresowym, zbliżył się do Polaków i stał się orędownikiem sprawy polskiej. Mimo tego, że był cudzoziemcem to został wtajemniczony w plany wybuchu Powstania Listopadowego. Nieustannie zapisywał przypadki łamania prawa przez Rosjan, szykanowania i poniżania Polaków. Jego sytuacja w carskim wojsku stawała się tym samym coraz bardziej niebezpieczna, tym bardziej, że carskie służby, wiedząc o szerokich kontaktach Harringa w Europie starały się zmusić go do prowadzenia działalności szpiegowskiej na rzecz Rosji. Gdy Harring odrzucił propozycję zostania rosyjskim szpiegiem, musiał uciekać z Warszawy. Była to dezercja wojskowa, a jej skutkiem list gończy wystawiony przez Rosjan za Harringiem, obowiązujący do końca jego życia. Mimo stałego zagrożenia ze strony służb carskich, Harring przez całe życie propagował ideę niepodległości Polski: pisał o niej, działał na jej rzecz, utrzymywał żywe kontakty z polskimi emigrantami (m.in. Joachimem Lelewelem oraz jego bratem Janem Pawłem). Z sympatii dla Polski zaczął posługiwać się nawet polskim nazwiskiem „Kazimirowicz”. Swoje polskie przeżycia opisał w trzech książkach: Pamiętnik o Polsce pod rosyjskim panowaniem, Wspomnienia z Warszawy i trzytomowej powieści Polak. Zyskały one rozgłos, a jednocześnie ściągnęły na autora nienawiść władz rosyjskich oraz ich europejskich sprzymierzeńców. Poza listem gończym, który nakazywał aresztować i wydać go w ręce caratu, utwory Harringa podlegały cenzurze, a posiadanie ich, drukowanie, kolportowanie, obłożone było ciężkimi karami. 
Po ucieczce z Warszawy Harring poświęcił się walce z tłumiącym wolnościowe i liberalne ruchy system metternichowskim. Stał się zawodowym rewolucjonistą, jakich było wówczas wielu w ponapoleońskiej Europie, krępowanej ustaleniami kongresu wiedeńskiego. Wziął udział w licznych demokratycznych wystąpieniach w Niemczech (m.in. w słynnym Hambacher Fest). Razem z polskimi emigrantami przygotowywał wybuch antyrojalistycznego powstania we Frankfurcie. Uczestniczył w nieudanej niemiecko-włosko-polskiej rewolucyjnej wyprawie do Sabaudii. Związał się z Młodą Europą Giuseppe Mazziniego.
Ścigany przez policję, aresztowany i wydalany z kolejnych krajów, przemieszczał się po kontynencie, szukając miejsca i warunków do działania. Prócz Niemiec odwiedził Szwajcarię, Włochy, Francję, Belgię, Wielką Brytanię, Danię i Norwegię. Wyjeżdżał także do Ameryki Południowej, gdzie dokumentował - w szkicach i opisach - nieludzkie warunki życia brazylijskich niewolników. Na wieść o wybuchu Wiosny Ludów wrócił do Europy i włączył się w nurt wydarzeń. Wygłosił m.in. głośną mowę na wiecu w północnofryzjskim mieście Bredstedt. Aktywnie sprzeciwiał się włączeniu Szlezwika-Holsztynu do Prus. Nieustannie przypominał o sprawie polskiej. Jego rewolucyjna aktywność zwróciła uwagę Karola Marxa, który poświęcił mu obszerny szyderczy tekst. Sam Harring niezwykle krytycznie wyrażał się o komunizmie, uważając go za utopijny i destrukcyjny dla społeczeństwa oraz stojący w sprzeczności z przyrodzoną ludzkości godnością.
Harro Harring przez całe życie był bardzo aktywny literacko. Opublikował około stu tomów dzieł. Spod jego pióra wychodziły wiersze, poematy, dramaty, powieści, opowiadania, eseje, artykuły publicystyczne i polemiczne. Z jednej strony twórczość ta przyniosła mu duże uznanie, z drugiej zaś nieustannie musiał zabiegać o możliwość publikacji. Cenzura policyjna, deptając mu po piętach rekwirowała i niszczyła całe nakłady jego utworów, stąd wiele z nich się nie zachowało. Harro Harring przez większą część życia cierpiał biedę, często na granicy nędzy i głodu. Ostatnie lata życia spędził w zapomnieniu na dobrowolnym wygnaniu na wyspie Jersey. Zmagał się z ubóstwem i manią prześladowczą. 
15 maja 1870 r. popełnił samobójstwo, wbijając sobie sztylet w serce. W jego pogrzebie na cmentarzu w Sion na Jersey wzięli udział m.in. polscy emigranci, towarzysze rewolucyjnych zmagań z dawnych lat. Mowa pogrzebowa została wygłoszona w języku polskim (fragment również w języku francuskim).
Harro Harring 34 lata życia przeżył z kulą pistoletową w piersi, która ugrzęzła tam w wyniku pojedynku. Ówczesna medycyna nie była w stanie jej usunąć nie zagrażając przy tym życiu Harringa.